# Candies
Candies is een Japanse popgroep uit de jaren 70 bestaande uit drie meisjes; Ran Ito (伊藤兰) Yoshiko 'Sue' Tanaka (田中好子) en Miki Fujimura (藤村美树). De groep was populair bij de Japanse jongeren en scoorde acht top 10-hits in de periode 1973-1978.
In 1977 kondigden Ran, Sue en Miki hun afscheid aan met de uitspraak "we willen weer gewone meisjes zijn"; 4 april 1978 gaven ze hun laatste concert. Miki ging solo verder maar koos uiteindelijk voor een gezinsleven; Sue en Ran maakten een comeback als actrices. De drie dames hebben elkaar niet meer gezien sinds de breuk en hadden graag weer samen willen optreden, bijvoorbeeld bij het 35-jarig jubileum van de groep in 2008. Dit ging echter niet door omdat Sue het te druk had met acteren en Miki uit de publiciteit wilde blijven; wel hebben ze afzonderlijk hun medewerking verleend aan de totstandkoming van een best of-album. Sue overleed in april 2011 aan borstkanker en liet een laatste opname na die op haar begrafenis werd afgespeeld; Ran en Miki hielden allebei een toespraak. Candies werd dat jaar door het muziekprogramma Music Station uitgeroepen tot een van de vijftig populairste Japanse tienerpopgroepen aller tijden. 

## Discografie

### Singles
Lead vocal: Sue (1-4), Ran (5-15, 17, 18), Miki (16)
|    | Titel                                                  | Jaar |
| -- | ------------------------------------------------------ | ---- |
| 1  | Anata ni Muchū (あなたに夢中)                          | 1973 |
| 2  | Soyokaze no Kuchizuke (そよ風のくちづけ)               | 1974 |
| 3  | Abunai Doyōbi (危い土曜日)                             | 1974 |
| 4  | Namida no Kisetsu (なみだの季節)                       | 1974 |
| 5  | Toshishita no Otoko no Ko (年下の男の子)               | 1975 |
| 6  | Uchiki na Aitsu (内気なあいつ)                         | 1975 |
| 7  | Sono Ki ni Sasenaide (その気にさせないで)              | 1975 |
| 8  | Heart no Ace ga Detekonai (ハートのエースが出てこない) | 1975 |
| 9  | Haru Ichiban (春一番)                                  | 1976 |
| 10 | Natsu ga Kita! (夏が来た!)                             | 1976 |
| 11 | Heart Dorobō (ハート泥棒)                              | 1976 |
| 12 | Aishū no Symphony (哀愁のシンフォニー)                 | 1976 |
| 13 | Yasashii Akuma (やさしい悪魔)                          | 1977 |
| 14 | Shochū Omimai Mōshiagemasu (暑中お見舞い申し上げます)  | 1977 |
| 15 | Un Deux Trois (アン・ドゥ・トロワ)                     | 1977 |
| 16 | Wana (わな)                                            | 1977 |
| 17 | Hohoemi Gaeshi (微笑がえし)                            | 1978 |
| 18 | Tsubasa (つばさ)                                       | 1978 |

### Videos
|   | Titel                                     | Mode    |
| - | ----------------------------------------- | ------- |
| 1 | Candies Forever (1978 Final Carnival)     | DVD     |
| 2 | Candies Treasure (1977-1978 Live)         | DVD     |
| 3 | Candies Treasure VOL.1 (1977 Live)        | Blu-ray |
| 4 | Candies Treasure VOL.2 (1977 Live)        | Blu-ray |
| 5 | Candies Treasure VOL.3 (1978 Live)        | Blu-ray |
| 6 | Candies Treasure VOL.4 (TV Live)          | Blu-ray |
| 7 | The Final Carnival (The Complete Version) | DVD     |